# Paneuropäische Hochschule
Die Paneuropäische Hochschule (slowakisch Paneurópska vysoká škola, kurz PEVŠ; englisch Pan-European University, kurz PEU; bis 2010 Bratislavská vysoká škola práva, kurz BVŠP) ist eine private Universität in Bratislava, Slowakei. Sie wurde am 14. Juli 2004 gegründet. Zunächst wurden dort nur Rechtswissenschaften gelehrt. 2005 wurden eine Fakultätsstruktur sowie das Studium der Wirtschaftswissenschaften eingeführt. Es folgten 2007 die Medienwissenschaften und 2008 die Informatik.

## Fakultäten
- Juristische Fakultät
- Wirtschaftswissenschaftliche Fakultät
- Fakultät für Massenmedien
- Fakultät für Informatik
- Fakultät für Psychologie

## Rektoren
- Vladimír Mathern (2004–2007)
- Jozef Klimko (2007–2008)
- Ján Svák (2008–2017)
- Juraj Stern (seit 2017)

## Kritik an Plagiatsfällen
Seit 2011 wurden fünf Plagiatsfälle bei deutschsprachigen Abschlussarbeiten an der Paneuropäischen Hochschule dokumentiert, darunter die Dissertationen von Julia Linnert-Kuhn (erster Gutachter: Eberhard Garbe) und von Michael Linnert (betreut von Wolfgang Wiesner und Samuel Brečka), den Kindern von Peter Linnert, dem Geschäftsführer des Studienzentrums Hohe Warte in Wien, das gegen hohe Gebühren Doktoranden aus Österreich an die Paneuropäische Hochschule vermittelt. Die Dissertationen der Geschwister Linnert sind fast gänzlich Plagiate; bei Julia Linnert-Kuhn war ihr Vater Zweitgutachter, und er hatte den befreundeten Managementberater Heinrich Dick gebeten, die Arbeit als Ghostwriter zu verfassen. Auch in einem weiteren Plagiatsfall war Linnert der Betreuer. Aufgrund solchen »Schindluders« habe der »Doktor Bratislava« einen schlechten Ruf im deutschen Sprachraum, meint die Plagiatsforscherin Debora Weber-Wulff. Weitere Plagiatsfälle an der Paneuropäischen Hochschule waren die Dissertationen von Alexander Schwendemann, von Annette Schwendemann und von Klaus-Jochen Becker (Betreuer: Rektor Jozef Klimko).